# Liste der Kulturdenkmale in Kleve (Dithmarschen)
In der Liste der Kulturdenkmale in Kleve (Dithmarschen) sind alle Kulturdenkmale der schleswig-holsteinischen Gemeinde Kleve (Kreis Dithmarschen)  aufgelistet (Stand: 10. März 2025).

## Legende
In den Spalten befinden sich folgende Informationen:
- Objekt-ID: die Nummer des Kulturdenkmales
- Lage: die Adresse des Kulturdenkmales und die geographischen Koordinaten. Kartenansicht, um Koordinaten zu setzen. In der Kartenansicht sind Kulturdenkmale ohne Koordinaten mit einem roten Marker dargestellt und können in der Karte gesetzt werden. Kulturdenkmale ohne Bild sind mit einem blauen Marker gekennzeichnet, Kulturdenkmale mit Bild mit einem grünen Marker.
- Offizielle Bezeichnung: Bezeichnung des Kulturdenkmales
- Beschreibung: die Beschreibung des Kulturdenkmales
- Bild: ein Bild des Kulturdenkmales

## Bauliche Anlagen
| Objekt-ID | Lage                                           | Offizielle Bezeichnung | Beschreibung | Bild            |
| --------- | ---------------------------------------------- | ---------------------- | --- | --------------- |
| 43491     | Hauptstraße 32–34 (54° 17′ 43″ N, 9° 7′ 20″ O) | Ehemalige Schule       | Ehemalige Schule, erbaut am Anfang des 20. Jahrhunderts als eingeschossiger Backsteinbau im moderaten Heimatschutzstil. Das Gebäude hat einen zweigeschossigen Mitteltrakt mit Walm- und Kurzwalmdächern, separate Eingangstüren mit Rundbögen und ein Aborthäuschen. - Begründung: geschichtlich, Kulturlandschaft prägend - Schutzumfang: ehem. Schule, Aborthäuschen - Denkmaltyp: Bauliche Anlage | Fotos hochladen |

## Quelle
- Liste der Kulturdenkmale in Schleswig-Holstein – Kreis Dithmarschen (PDF)

- Karte mit allen Koordinaten:
- OSM |
- WikiMap